# Касгандж
Касгандж (англ. Kasganj, хинди कासगंज) — город на западе центральной части штата Уттар-Прадеш, Индия. Административный центр округа Канширамнагар.

## География
Абсолютная высота — 176 метров над уровнем моря. Город расположен на берегу реки Кали, в междуречье Ганга и Джамны (на языке хинди данный регион известен как Доаб). Находится в 117 км от Агры, 104 км от Барейлли, 195 км от Дели и в 74 км от города Алигарх.

## Экономика
Экономика Касганджа основана на сельском хозяйстве, производстве цемента и кирпичей, а также на пищевой отрасли промышленности и торговле. Важный железнодорожный узел.

## Население
По данным на 2013 год численность населения составляет 111 128 человек.
Динамика численности населения города по годам:
| 1991   | 2001   | 2013    |
| ------ | ------ | ------- |
| 75 634 | 92 541 | 111 128 |